# 大方子地北湖
大方子地北湖是位于中国内蒙古自治区通辽市开鲁县三棵树乡西北的一个湖泊。其位置约为东经121°35′,北纬43°51′。湖面海拔210米，面积约1.6平方公里。